# Adolf Held
Adolf Held (Würzburg, 1844. május 10. – Thuni-tó, 1880. augusztus 25.) német közgazdasági szakíró.

## Életpályája
Apja, Joseph von Held, jogász volt. Miután tanulmányait a würzburgi és müncheni egyetemeken befejezte, 1867-ben a bonni egyetemen habilitáltatta magát. Itt 1868-ban a közgazdaságtan rendkívüli, 1872-ben rendes tanárává nevezték ki és a német császár is eljárt akkor előadásaira. Svájcban halt meg, ahol belefulladt a Thuni-tóba.

## Önállóan közreadott művei
- Careys Sozialwissenschaft und das Merkantilsystem (Würzburg, 1866)
- Die Einkommensteuer (Bonn, 1872)
- Die deutsche Arbeiterpresse der Gegenwart (Lipcse, 1873)
- Grundriss für Vorlesungen über Nationalkökonomie (Bonn, 1876)
- Sozialismus, Sozialdemokratie und Sozialpolitik (Lipcse, 1878)
- Zwei Bücher zur socialen Geschichte Englands (1881)